# Квинт Марций Крисп
Квинт Марций Крисп (на латински: Quintus Marcius Crispus, fl. 1 век пр.н.е.) е военачалник при Гай Юлий Цезар.

## Биография
Произлиза от фамилията Марции.
От 57 пр.н.е. до 55 пр.н.е. той е легат на проконсул Луций Калпурний Пизон Цезонин в Македония и Цицерон го нарича близък приятел и смел мъж. След това става едил, през 54 пр.н.е. претор. При избухването на гражданската война през 49 пр.н.е. е на страната на Гай Юлий Цезар.
През март 46 пр.н.е. като легат с три кохорти, стрелци и множество военни съоръжения той има задачата да завладее село Табена. Селото е помолило за помощ и се намира наблизо до град Тапс, където след това се състои битката при Тапс с победа на Цезар.
През 45 пр.н.е. Крисп е управител на провинция Витиния. Когато през 44 пр.н.е. в Сирия пристига Луций Стай Мурк и се бори с бунтовника Квинт Цецилий Бас, той се намесва в конфликта на страната на Мурк с три легиона и двамата успяват да обкражат Бас в град Апамея. В началото на 43 пр.н.е. в Сирия пристига цезаровият убиец Гай Касий Лонгин и превзема легионите на Бас, Крисп и Мурк. Той признава Лонгин за главнокомандващ, но не иска да служи при него и има право да се оттегли ненаказан. Цицерон бил написал писмо, в което им казва да предат легионите си на Касий (писмото е запазено).
Вероятно през 36 пр.н.е. той става суфектконсул заедно с Луций Ноний Аспрена, известен само с името Марций.